# Tiny Kahn

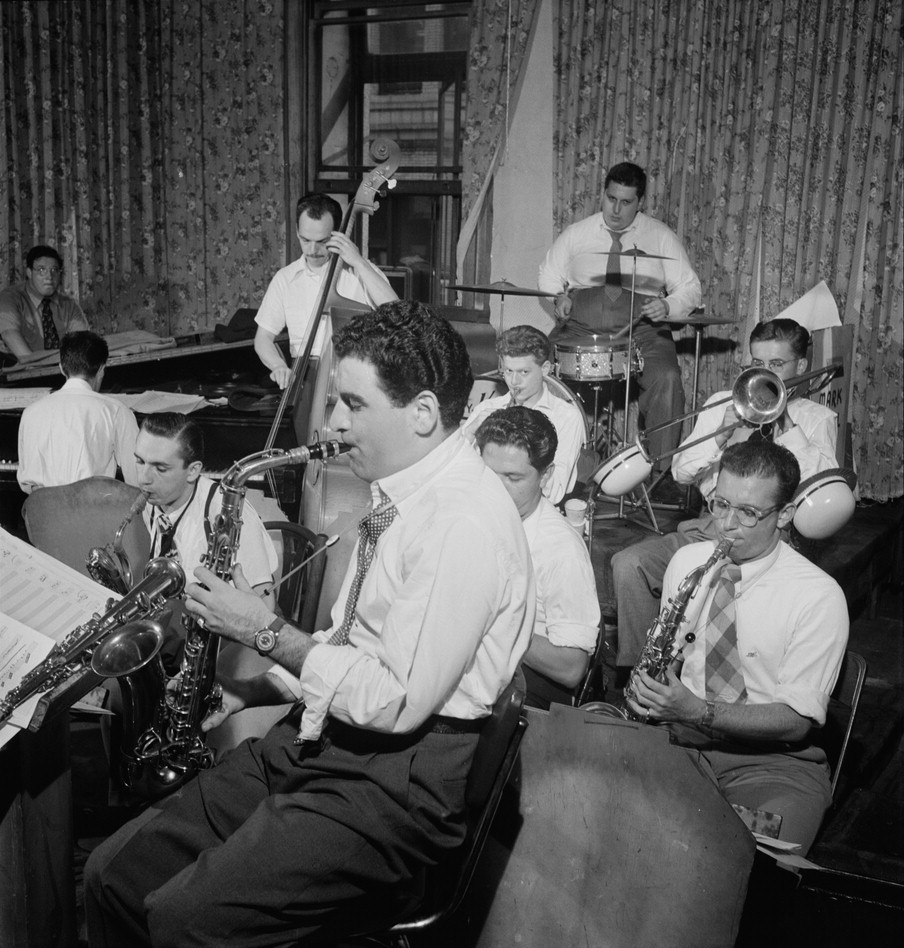
Serge Chaloff, Georgie Auld, Red Rodney, Tiny Kahn unter anderem, etwa August 1947.
Fotografie von William P. Gottlieb.

Norman „Tiny“ Kahn (* 1924 in New York City; † 19. August 1953 in Martha’s Vineyard) war ein US-amerikanischer Schlagzeuger, Komponist und Arrangeur des Swing und Modern Jazz. 
Kahn spielte sechsjährig Harmonika, Schlagzeug mit fünfzehn und arbeitete zu Beginn seiner Karriere mit Lester Young Ende 1947 (The Complete Aladdin Recordings of Lester Young), außerdem bei Georgie Auld, Boyd Raeburn und Chubby Jackson (1949), bei Stan Getz (1951), Elliot Lawrence auch als Vibraphonist (1953). Außerdem betätigte er sich als Arrangeur (Over the Rainbow für Charlie Barnet), Tiny’s Blues und Father Knickerbopper für Chubby Jackson (1949) sowie Leo the Lion für Woody Herman (1951). Für die Big Band von Chubby Jackson mit Gerry Mulligan war er auch als Komponist der Titel Sax Appeal, Flying the Coop und Why Not verantwortlich. Kahn war im Laufe seiner kurzen Karriere auch an Aufnahmen von Serge Chaloff, Al Cohn, Red Rodney, Lester Young, den Kai Winding All Stars und Wardell Gray beteiligt. Er starb an einem Herzinfarkt, als er Ferien in Martha’s Vineyard machte.

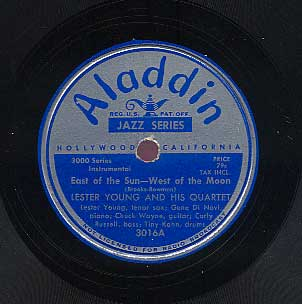
Lester Young: „East of the Sun (and West of the Moon)“, 78er der Aladdin-Session mit Gene DiNovi, Chuck Wayne, Curly Russell und Tiny Kahn vom 29. Dezember 1947

## Diskografie (Auswahl)
- Al Cohn: The Progressive Al Cohn (Savoy, 1950/53)
- Woody Herman’s Second Herd: Live '48 - Vol. 1 & 2 (Raretone, 1948) Kahn als Arrangeur
- Stan Getz: The Complete Roost Recordings (Roost, 1950–54)
- Wardell Gray Quartet: Light Gray (Cool & Blue, 1948–50)
- Chubby Jacksons All Stars featuring Gerry Mulligan (1949)
- Boyd Raeburn: March of the Boyds (Hep, 1945–46)
- Red Rodney Sextet: Serge Chaloff Memorial (Cool & Blue)
- Kai Winding All Stars (Savoy Records, 1952)
- Lester Young: The Complete 1936-1951 Small Group Sessions, Vol. 4 (Blue Moon); The Complete Aladdin Sessions (Blue Note, 1942–1947)